# Margaret Crosfield
 (juin 2025).
Le contenu est difficilement compréhensible vu les erreurs de traduction, qui sont peut-être dues à l'utilisation d'un logiciel de traduction automatique.
Margaret Chorley Crosfield, née le 7 septembre 1859 et morte le 13 octobre 1952  est une paléontologue et géologue britannique.

## Biographie
Margaret Crosfield devient membre actif de l'Association des géologues (en) en 1892, puis membre du conseil en 1918. En 1894, elle est élue à la British Association for the Advancement of Science. Elle est l'une des six premières femmes à être élue Membre de la Geological Society of London en 1919, l'année où la loi impose d'accepter les femmes dans les sociétés. Elle est également membre de la Paleontological Society de 1907 à 1932.  Elle collabore avec Gertrude Elles (1872–1960), Ethel Wood (1871–1945) et Ethel Skeat (1869–1939). Elle étudie avec Skeat les sables et roches du Denbighshire de 1906 à 1909 et en 1911, en utilisant du graptolite pour établir une séquence. 
Elle a conservé des carnets de notes et des spécimens de terrain méticuleusement classés, dont certains sont conservés au British Geological Survey à Keyworth, Nottingham. Ses cahiers contiennent non seulement des données et des observations scientifiques, mais donnent également un aperçu d'une vie de travail passée sur le terrain.

## Vie privée
Margaret Chorley Crosfield grandit à Reigate, dans le Surrey, où elle vit jusqu'à l'âge de quatre-vingt-treize ans. Elle porte un vif intérêt à l'éducation et siège au comité d'éducation de Reigate pendant de nombreuses années. Sa nécrologie fait l'éloge de « sa précision exceptionnelle et de sa ténacité » en tant que géologue et la décrit comme « toujours attentionnée et prête à aider ». Margaret est une militante active du Suffrage des femmes et donne des conférences aux sociétés locales sur des questions sociales, ainsi que sur des sujets scientifiques. Certaines de ses notes de terrain sont d'ailleurs écrites au dos de notes de papier suffragette.

## Éducation
Margaret fréquente l'école de la Mount School, à York. Elle étudie au Newnham College, Cambridge en 1878, au sein duquel elle commence l'étude de la géologie dans le cadre de ses cours. Margaret Crosfield prend congé de l'école alors que père est malade et mourant. Après sa mort, elle prend soin de ses frères et sœurs plus jeunes. Chacun hérite alors de 8 200 £ et cet argent aide Margaret à financer indépendamment ses recherches et à poursuivre ses études à Cambridge. Grâce à cet héritage, Margaret n'a pas besoin de travailler pour gagner sa vie et peut se concentrer sur les activités qui l'intéresse. Elle est retourne à l'Université dix ans plus tard et obtient l'autorisation spéciale d'étudier exclusivement la géologie.
À son retour à Cambridge, elle rencontre deux de ses amis de toujours et collègues chercheurs, Ethel Gertrude Skeat et Mary Johnston.

## Carrière
Crosfield, Skeat et Johnston étudient ensuite deux régions du Pays de Galles, aboutissant à la publication de deux articles, Sur la géologie du quartier de Carmarthen en 1896 et Les roches siluriennes de la chaîne de Clwydian en 1925. Les deux articles sont publiés par The Quarterly Journal of the Geological Society of London.
Dans son article sur Carmarthen, l'étude de Margaret Crosfield s'étend sur quatre miles autour de la ville. Elle y découvre un synclinal, et collecte de nouvelles espèces de trilobites.
En 1906 avec Skeat et sous la direction du professeur John Marr, Margaret examine la « little-known series of Denbighshire Grits and Flags in the Clwydians, in order to establish a sequence by means of the graptolite fauna».
De 1906 à 1909 et à nouveau, en 1911, des études géologiques ont été menées dans une zone de soixante-douze milles carrés, et leurs observations sont publiées dans Quarterly Journal of the Geological Society, volumes 52 (1896) et 81 (1925) .
En 1914, Margaret étudie également le calcaire de Wenlock pour les actes de l'Association géologique avec MS Thompson et elle rédige un compte rendu pour la publication de CE Salmon sur la flore de Surrey.
Margaret Crosfield est un membre estimé et actif de l' Association des géologues, dont elle devient plus tard un membre du conseil. En 1894, elle est élue à la British Association for the Advancement of Science.
En 1919, la loi pour l'acceptation des femmes dans les sociétés publiques est adoptée. Margaret Crosfield est alors intronisée, avec cinq autres femmes, Membre de la Geological Society of London. De 1907 à 1932, Crosfield joue également un rôle dans la Paleontological Society .
Outre son rôle de femme au sein des universités géologiques et paléontologiques de l'époque, les notes recueillies auprès de Margaret Crosfield ne se résument pas strictement à une signification géologique. Ses notes décrivent aussi souvent les nuances de la vie et du travail sur le terrain, et les notes elles-mêmes ont été écrites au dos du papier suffragette, dénotant son rôle actif dans le mouvement des suffragettes.
Margaret Crosfield a pu autofinancer ses recherches grâce au riche héritage de son père, et elle n'a ainsi pas été employée par une université ou un collège

## Contribution à la géologie
Elle a publié trois articles de recherche. Le premier écrit avec Ethel Skeat sur la géologie de Carmarthen en 1896. Le document constitue la base de la carte géologique produite par le British Geological Survey pour la région. Sa deuxième publication est rédigée avec Mary Johnston, sur le calcaire Wenlock du Shropshire. Enfin, elle écrit à nouveau avec Ethel Skeat en 1925 sur la géologie des roches siluriennes de la chaîne Clwydienne.
Parallèlement à ses publications, elle a beaucoup voyagé et a pris des notes détaillées.
Ces notes contiennent des notes de terrain et les enregistrements des emplacements de spécimens encore visibles au British Geological Survey à Key Worth et au Grosvenor Museum de Chester. En 1906, les professeurs McKenny Hughes et Marr de l'Université de Cambridge avec le professeur Lapworth du Mason Science College forment un petit groupe de femmes comprenant Margaret Crosfield et Ethel Skeat afin d'étudier la roche silurienne et ordovicienne du nord du Pays de Galles et ses frontières pour résoudre le « problème silurien ». Malheureusement, cette étude sur le développement et la compréhension de la stratigraphie silurienne et ordovicienne du nord-est du Pays de Galles a été perdue depuis. Margaret étudie un périmètre de quatre miles autour de Carmarthen et tout en examinant le synclinal, elle découvre de nouvelles caractéristiques de stratigraphie et collecte également une nouvelle espèce de trilobite.
Elle est l'une des six premières femmes à être élues boursières de la Geological Society. Sa contribution à la géologie a ouvert la voie à de nombreuses autres femmes dans le domaine de la géologie. Ses recueils et carnets de notes sont toujours conservés à ce jour et sont utilisés pour observer ces découvertes anciennes.

### Ouvrages
- (en) C. V. Burek et Malpas, J. A., The Role of Women in the History of Geology, London, Geological Society, 2007, 205–221 p. (ISBN 978-1-86239-227-4, lire en ligne), « Rediscovering and conserving the Lower Palaeozoic 'treasures' of Ethel Woods (née Skeat) and Margaret Crosfield in northeast Wales ».
- (en) Cynthia V. Burek, Bettie Higgs et Geological Society of London, The Role of Women in the History of Geology, Geological Society of London, 2007 (ISBN 9781862392274, lire en ligne), p. 205.

### Articles
- (en) m.s.j, « Obituary notice, 1952 », Proceedings of the Geologists' Association, vol. 64,‎ 1953, p. 62–63 (DOI 10.1016/s0016-7878(53)80026-x).
- (en) McConnell, « Crosfield, Margaret Chorley (1859–1952), geologist », The Oxford Dictionary of National Biography,‎ 2004 (DOI 10.1093/ref:odnb/58473).
- (en) Margaret Chorley Crossfield, « Proceedings of the Geologists' Association », annual report, vol. 64, no 1,‎ 1953, p. 62-63 (lire en ligne).